# Besser Sogn

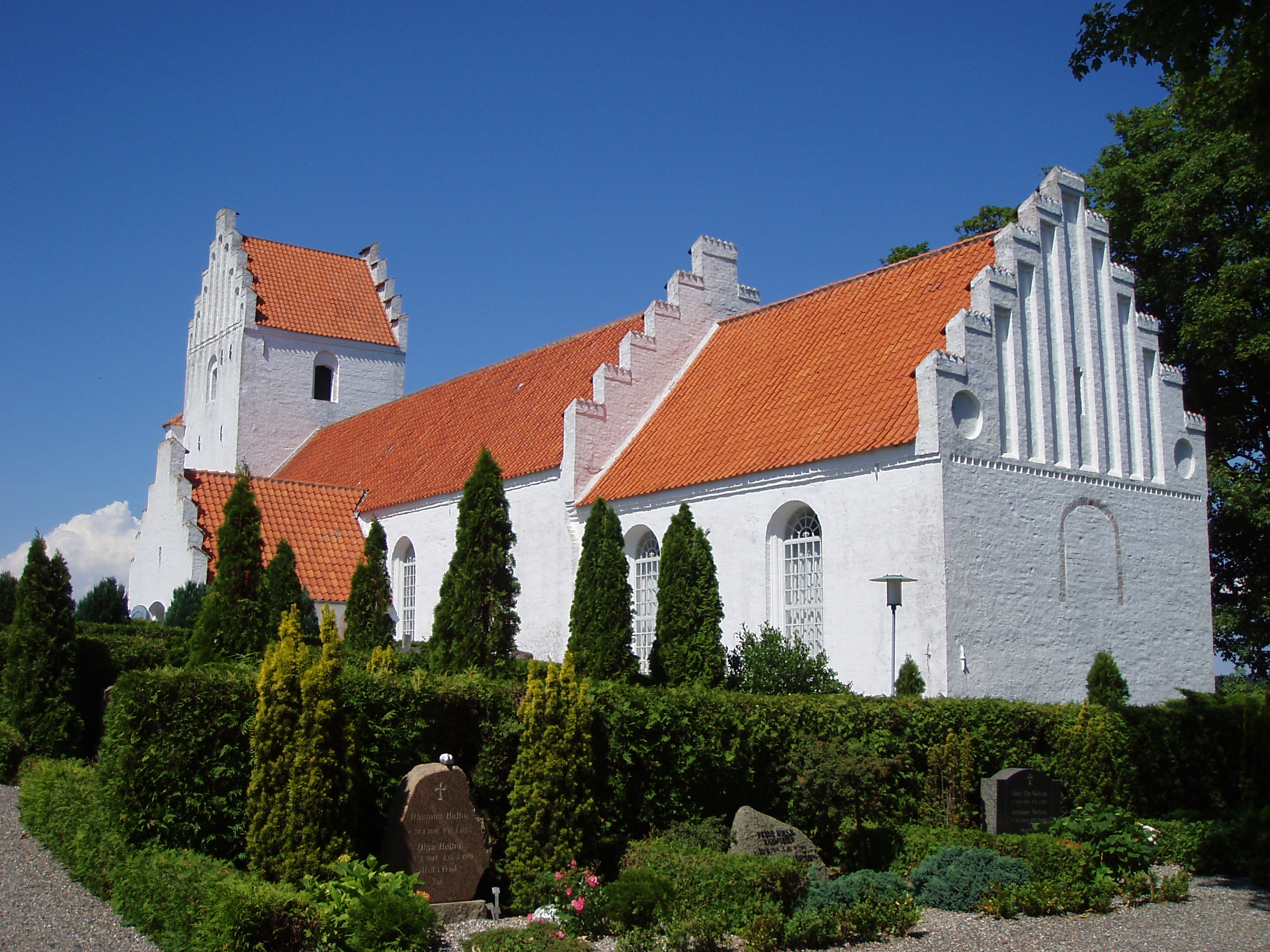
Besser Kirke

Besser Sogn ist eine ehemalige Kirchspielsgemeinde (dän.: Sogn)  auf der dänischen Insel Samsø. Bis 1962 gehörte sie zur Harde Samsø  Herred im Holbæk Amt. 1962 wurde sie kommunalpolitisch mit den vier anderen Kirchspielgemeinden der Insel zur Samsø Kommune zusammengeschlossen, die 1970 in das Århus Amt und bei der Kommunalreform zum 1. Januar 2007 in die Region Midtjylland wechselte. Am 1. Mai 2014 wurde die Gemeinde mit den übrigen auf Samsø zum Samsø Sogn zusammengelegt.
Im Kirchspiel lebten am 1. April 2014 499 Einwohner. Im Kirchspiel liegt die Kirche „Besser Kirke“.
Nachbarkirchspiele waren im Westen Onsbjerg und im Süden Tranebjerg.